# Sainte-Catherine, Puy-de-Dôme

Sainte-Catherine este o comună în departamentul Puy-de-Dôme, Franța. În 1 ianuarie 2022 avea o populație de 55 de locuitori.